# Marc Reuther
Marc Reuther (* 23. Juni 1996 in Düsseldorf) ist ein deutscher Leichtathlet, der Langsprint und Mittelstrecken läuft. Seine Hauptdisziplin ist der 800-Meter-Lauf.

## Berufsweg
Reuther machte im Frühsommer 2014 Abitur und begann anschließend ein Studium der Wirtschaftswissenschaft in Frankfurt.
Im Rahmen der Dualen Karriere konnte er sein Studium hintanstellen und sich überwiegend dem Sport widmen.

## Sportliche Karriere
Noch zur Schulzeit wurde Reuther 2013 Deutscher U18-Meister über 800 Meter und hatte im selben Jahr zuvor auf dieser Distanz jeweils den 5 Platz bei den Deutschen U20-Hallenmeisterschaften und den U18-Weltmeisterschaften in Donetsk erreicht.
2014 wurde Reuther Deutscher U20-Hallenmeister, schied bei den U20-Weltmeisterschaften in Eugene in der Vorrunde aus und holte sich den dritten Platz bei den Deutschen U20-Meisterschaften.
2015 verteidigte er den Deutschen U20-Hallenmeistertitel auf seiner Paradestrecke, belegte den siebten Platz bei den U20-Europameisterschaften in Eskilstuna und wurde Deutscher U20-Meister.
2016 kam Reuther bei den Deutschen Hallenmeisterschaften auf den siebten Platz, und holte sich Bronze bei den Deutschen Meisterschaften. Mit 1:46,19 min hatte er zwar schon Ende Juni die deutsche Bestenliste angeführt und war Jahresbester geworden, hatte damit aber dennoch die Norm für die Olympischen Spiele in Rio de Janeiro um 19 Hundertstelsekunden verpasst.
2017 schaffte Reuther am 5. Juli mit neuer persönlicher Bestzeit die Norm für die Weltmeisterschaften in London und verzichtete auf Grund der hohen Belastung wegen der zeitlichen Enge von wenigen Tagen auf einen Start bei den Deutschen Meisterschaften zu Gunsten der U23-Europameisterschaften Mitte Juli, wo er mit dem Bronzerang seine erste internationale Medaille errang. Bei den Weltmeisterschaften in London kam er nach einem mutigen Auftritt in 1:47,78 min als Fünfter seines Vorlaufs ins Ziel, erreichte das Halbfinale damit aber nicht.
2018 wurde Reuther Deutscher Hallenmeister über 800 Meter. Ende Februar lud man ihn auf Grund des Rankingverfahrens des Leichtathletikweltverbandes IAAF zu den Hallenweltmeisterschaften in Birmingham ein, da er zwar mit seiner Saisonbestzeit von 1:46,51 min die offizielle Norm um eine Hundertstelsekunde verpasste, damit aber auf Platz elf der Welt rangierte. Bei den Europameisterschaften in Berlin wurde Reuther im Vorlauf disqualifiziert.
2020 stellte Reuther mit 1:45,39 min in Erfurt eine neue persönliche Hallenbestleistung, zugleich die zweitschnellste Zeit in der ewigen deutschen Bestenliste.
Reuther gehört zum Perspektivkader des Deutschen Leichtathletik-Verbandes (DLV) und war zuvor im B-Kader.

## Vereinszugehörigkeiten
Reuther startet seit 2019 für die LG Eintracht Frankfurt. Zuvor war er beim Wiesbadener LV, und davor beim TuS Eintracht Wiesbaden.

## Bestleistungen
(Stand: 14. August 2020)

| Disziplin      | Zeit        | Datum             | Ort         |
| -------------- | ----------- | ----------------- | ----------- |
| 400 m          | 47,77 s     | 22. Mai 2016      | Flieden     |
| 400 m (Halle)  | 48,50 s     | 5. Februar 2014   | Erfurt      |
| 600 m          | 1:18,14 min | 17. Mai 2015      | Pliezhausen |
| 800 m          | 1:44,93 min | 14. August 2020   | Monaco      |
| 800 m (Halle)  | 1:45,39 min | 2. Februar 2020   | Erfurt      |
| 1500 m         | 3:40,03 min | 2. September 2018 | Berlin      |
| 1500 m (Halle) | 3:44,07 min | 17. Februar 2019  | Leipzig     |

## Erfolge
National
- 2013: Deutscher U18-Meister (800 m)
- 2014: Deutscher U20-Hallenmeister (800 m)
- 2014: 3. Platz Deutsche U20-Meisterschaften (800 m)
- 2015: Deutscher U20-Hallenmeister (800 m)
- 2015: Deutscher U20-Meister (800 m)
- 2016: 3. Platz Deutsche Meisterschaften (800 m)
- 2018: Deutscher Hallenmeister (800 m)
- 2019: Deutscher Hallenvizemeister (1500 m)

International
- 2013: 5. Platz U18-Weltmeisterschaften (800 m)
- 2014: Teilnahme U20-Weltmeisterschaften (800 m)
- 2015: 7. Platz U20-Europameisterschaften (800 m)
- 2017: 3. Platz U23-Europameisterschaften (800 m)